# روس ماكننيس
روس ماكننيس (بالإنجليزية: Ross McInnes)‏ هو مسير أعمال وشخصية أعمال أسترالي، ولد في 8 مارس 1954 في كلكتا في الهند.